# Звір (фільм)
«Звір» (англ. Beast) — британський фільм-трилер 2017 року. Світова прем'єра стрічки відбулась на Міжнародному кінофестивалі в Торонто 9 вересня 2017 року.

## У ролях
| Актор             | Роль              |
| ----------------- | ----------------- |
| Джессі Баклі      | Бейкер Ділл       |
| Джонні Флінн      | Паскаль Ренуф     |
| Джеральдін Джеймс | Гіларі Гантінгтон |
| Емілі Тааффе      | Тамара            |
| Олуен Фуере       | Тереза Келлі      |
| Олівер Молтман    | Гаррісон          |

## Сюжет
Молл виповнюється 27 років. Вона живе з багатими батьками у Джерсі. Її владна та злісна мати вважає дівчину неповноцінною та обтяжливою. Молл працює гідом на острові Джерсі. Мати вважає, що її дочка повинна допомагати доглядати свого батька, який страждає на недоумство, і наглядати за своєю племінницею. Спільнота острова знаходиться на взводі після низки нерозкритих зґвалтувань/вбивств молодих дівчат.
Під час вечірки з нагоди дня народження Молл її сестра привертає всю увагу на себе, оголошуючи, що вона вагітна. Почуваючись недооціненою своєю сім'єю, Молл завдає собі шкоди, а потім йде з вечірки в нічний клуб, де зустрічає чоловіка; вони танцюють, але вранці, коли вони гуляють пляжем, він починає нав'язуватися їй, попри її благання зупинитися. У цей момент її рятує браконьєр з мисливською рушницею. Молл тягне до цього молодого чоловіка, Паскаля, який прагне любові і хвилювання, хоча сім'я попереджає її, що він невдаха. У міру того, як їхні стосунки розквітають, Молл розповідає йому, що у підлітковому віці вона зарізала ножицями однокласника, стверджуючи, що це була самооборона. Паскаль підтримує її в цьому.
Виявили четверту жертву вбивства — дівчину, яка зникла в ніч святкування дня народження Молл. Детектив місцевої поліції Кліффорд попереджає Молл, яка йому симпатична, що Паскаль був головним підозрюваним у першому вбивстві і його засудили у 18 років за сексуальне насильство над 14-річною дівчинкою. Вона бреше, стверджуючи, що зустріла Паскаля у нічному клубі, і вони танцювали там усю ніч. Молл сперечається з Паскалем з приводу обох звинувачень, і він сердито реагує, кажучи, що щодня жалкує про свої помилки, але секс із дівчиною був за взаємною згодою, і нею маніпулювали, змушуючи брехати про нього. Він говорить, що любить Молл, і вона відповідає йому взаємністю.
На офіційному прийомі у місцевому заміському клубі зі своєю сім'єю сестра Молл виганяє Паскаля за те, що він одягнув джинси. Обурена Молл вимовляє тост у якому прощає свою сім'ю за все, «що вони для неї зробили», і, вони йдуть звідти. Вона переїжджає до скромного будинку Паскаля. Якось уночі вривається поліція, щоб заарештувати Паскаля та допитати її. Вона повторює свою брехню про зустріч із ним у клубі. Головний детектив звинувачує Молл у захисті вбивці, якому бракує здатності любити будь-кого, і вголос запитує, чи не шукає вона відплати проти суспільства. Молл повертається до будинку Паскаля одна, де її мучать кошмари та переслідує преса.
Молл переповнює почуття провини за свій вчинок, і вона вирушає на пошуки дівчини, яку вдарила ножем, через що в неї залишився шрам на щоці. Молл вибачається і стверджує, що хоче залагодити свою провину, але коли вона каже, що зробила це з метою самооборони, жінка проганяє її. Потім Молл відвідує меморіал загиблої дівчинки та намагається втішити матір дівчинки, але на неї кричать і виганяють.
Кліффорд повідомляє Молл, що вони впіймали справжнього вбивцю, фермера-іммігранта, і вибачається за те, що ставився до неї з підозрою, але наполягає на тому, що Паскаль все ще є поганим вибором. Відчувши полегшення, Молл і Паскаль святкують, випиваючи, але коли вона каже йому, що не може залишитись на цьому острові, і пропонує їм будувати життя в іншому місці, він сердито реагує. Вони сваряться, і він притискає її до стіни та душить. Прийшовши до тями, він вибачається, але вона біжить до будинку Кліффорда і зізнається, що збрехала про місцеперебування Паскаля. Він велить їй забиратися. Вона йде до місця, де знайшли останню жертву, та лягає в ту ж брудну яму.
У ресторані на березі моря Молл пригощає Паскаля алкоголем і пропонує йому зізнатися у вбивствах, говорячи, що вона абсолютно приймає його таким, яким він є. Вона вмовляє його, відкриваючи свій власний секрет: що вона насправді зарізала цю дівчину, щоб помститися. Паскаль довго не піддається умовлянню. Він виглядає розгубленим, але потім каже: "Все закінчено. Вони нічого для мене не означали». Молл, здається, відчуває полегшення та щастя. Дорогою додому, сидячи в машині, вона просить Паскаля поцілувати її, і коли вони нахиляються один до одного, Молл відстібає пасок безпеки і смикає кермо, викидаючи його з машини. Тяжко поранений, лежачи на вулиці, Паскаль благає її допомогти, стверджуючи, що вони «однакові». Молл душить його і встає на ноги.

## Створення фільму

### Виробництво
Зйомки фільму проходили на острові Джерсі.

### Знімальна група
- Кінорежисер — Майкл Пірс
- Сценарист — Майкл Пірс
- Кінопродюсери — Крістіан Броуді, Лорін Дарк, Івана Мак-Кіннон
- Композитор — Джим Вільямс
- Кінооператор — Бенджамін Кракун
- Кіномонтаж — Мая Маффіоні
- Художник-постановник — Лора Елліс Крікс
- Артдиректор — Талія Екклстоун
- Художник-декоратор — Кандіс Марчлевскі
- Художник-костюмер — Джо Томпсон
- Підбір акторів — Джулі Гаркін[4]

## Сприйняття

### Критика
Фільм отримав схвальні відгуки. На сайті Rotten Tomatoes оцінка стрічки становить 93 % на основі 127 відгуків від критиків (середня оцінка 7,3/10) і 76 % від глядачів із середньою оцінкою 3,8/5 (940 голосів). Фільму зарахований «свіжий помідор» від кінокритиків та «попкорн» від глядачів, Internet Movie Database — 6,8/10 (5 995 голосів), Metacritic — 74/100 (29 відгуків критиків) і 6,9/10 (24 відгуки від глядачів).

### Номінації та нагороди
| Нагороди та номінації фільму «Звір» | Нагороди та номінації фільму «Звір»      | Нагороди та номінації фільму «Звір»                           | Нагороди та номінації фільму «Звір»                       | Нагороди та номінації фільму «Звір» | Нагороди та номінації фільму «Звір» |
| Рік                                 | Кінофестиваль/кінопремія                 | Категорія/нагорода                                            | Номінант                                                  | Результат                           |                                     |
| ----------------------------------- | ---------------------------------------- | ------------------------------------------------------------- | --------------------------------------------------------- | ----------------------------------- | ----------------------------------- |
| 2017                                | Лондонський кінофестиваль                | Сазерленд Трофі                                               | Майкл Пірс                                                | Номінація                           |                                     |
| 2017                                | Стокгольмський міжнародний кінофестиваль | Бронзовий кінь: найкращий фільм                               | Майкл Пірс                                                | Номінація                           |                                     |
| 2017                                | Міжнародний кінофестиваль у Салоніках    | Золотий Александр                                             | Майкл Пірс                                                | Номінація                           |                                     |
| 2017                                | Міжнародний кінофестиваль у Торонто      | Найкращий фільм «Платформи»                                   | Майкл Пірс                                                | Номінація                           |                                     |
| 2018                                | Премія британського незалежного кіно     | Найбільш багатообіцяючий дебют                                | Джессі Баклі                                              | Перемога                            |                                     |
| 2018                                | Премія британського незалежного кіно     | Найкращий сценарій                                            | Майкл Пірс                                                | Номінація                           |                                     |
| 2018                                | Премія британського незалежного кіно     | Найкращий британський незалежний фільм                        | Майкл Пірс, Крістіан Броуді, Лорін Дарк, Івана Мак-Кіннон | Номінація                           |                                     |
| 2018                                | Премія британського незалежного кіно     | Найкращий режисер                                             | Майкл Пірс                                                | Номінація                           |                                     |
| 2018                                | Премія британського незалежного кіно     | Найкраща акторка                                              | Джессі Баклі                                              | Номінація                           |                                     |
| 2018                                | Премія британського незалежного кіно     | Найкращий дебютний сценарій                                   | Майкл Пірс                                                | Номінація                           |                                     |
| 2018                                | Премія британського незалежного кіно     | Найкращий продюсерський прорив                                | Крістіан Броуді                                           | Номінація                           |                                     |
| 2018                                | Премія британського незалежного кіно     | Найкращий підбір акторів                                      | Джулі Гаркін                                              | Номінація                           |                                     |
| 2018                                | Премія британського незалежного кіно     | Найкраща музика                                               | Джим Вілльямс                                             | Номінація                           |                                     |
| 2018                                | Премія британського незалежного кіно     | Приз Дугласа Гікокса                                          | Майкл Пірс                                                | Номінація                           |                                     |
| 2019                                | Премія Лондонського гуртка кінокритиків  | Краща жіноча акторська робота року                            | Джессі Баклі                                              | Перемога                            |                                     |
| 2019                                | Премія Лондонського гуртка кінокритиків  | Режисерський прорив року                                      | Майкл Пірс                                                | Перемога                            |                                     |
| 2019                                | Премія Лондонського гуртка кінокритиків  | Кращий британський/ірландський фільм року                     | Майкл Пірс                                                | Номінація                           |                                     |
| 2019                                | БАФТА                                    | Найкращий британський фільм                                   | «Звір»                                                    | Номінація                           |                                     |
| 2019                                | БАФТА                                    | Видатний дебют британського режисера, сценариста чи продюсера | Майкл Пірс, Лорін Дарк                                    | Перемога                            |                                     |